# Взятие Худжанда
Взятие Худжанда — взятие кокандскими войсками под командованием Мингбай-датки и Алимкула крепости Ходжент в июле 1863 года. Осада завершилась взятием крепости и бегством бухарцев в Бухару, завершив тем самым гражданскую войну в Кокандском ханстве.

## Предыстория
В 1862 году продолжилась борьба по всей стране между Худояр-ханом и кыргызскими главами. Кыргызы осадили и взяли Андижан, затем разгромили наманганский отряд Худояр-хана. После этих неудач Худояр-хан был вынужден обратиться за помощью к эмиру Бухары.
В начале 1863 года Музаффар, выполняя ультиматум Алимкула и Шадман-ходжи, вместе с Худояром без боя ушёл в Бухару, назначив ханом Шахмурада и насильно пересилив из Коканда представителей знатного духовенства, видных ремесленников и людей искусства, а также проживавших в Коканде торговцев – выходцев из Бухары. Кроме того, бухарцы увезли из Коканда оставшееся там снаряжение и имущество казны Кокандского ханства. Таким образом, в результате двухлетней беспрерывной борьбы, основательно разорившей край, власть в ханстве вновь перешла в руки кыргызско-кыпчакской знати.

## Осада
Вскорѣ же Мингъ-бай-кипчакъ былъ посланъ противъ Ходжента, остававшагося въ руках эмира. Послѣ безуспѣшной пятнадцати-дневной осады Мингъ-бай началъ отступать. Ходжентскіе кара-калпа‌ки (сбродъ, съ батогами, дубинами, пиками и др.) получили приказаніе преслѣдовать отступавшаго неприятѣля. Мингъ-бай со своей кавалѣрией бросился на этотъ сбродъ, опрокинулъ его, погналъ и совершенно неожиданно ворвался въ городъ на плечахъ каракалпаковъ. Ходжентъ былъ занятъ, а мангы‌ты бѣжали въ Бухару.
После того как Алимкул утвердился в Коканде, он первым делом отправил свои войска на захват Худжанда, где правителем оставался Дуст-Мухаммад каракапак. Переговоры с ним не принесли результатов, так как на помощь Дуст-Мухаммаду пришли несколько полков бухарцев. В итоге было решено взять город штурмом.
Несмотря на осаду и попытки штурма, успеха добиться не удалось. Когда кипчако-киргизская конница уже собиралась снять осаду и покинуть поле боя, по словам доктора исторических наук Б. М. Бабаджанова, в Худжанде произошло неожиданное восстание горожан против Дуст-Мухаммада. Основной причиной восстания стало его сотрудничество с бухарцами. Прошел месяц, и бухарцы, проходя через Худжанд, значительно ограбили его жителей. В ответ на это худжандцы написали письмо главе осаждающих, Мингбаю, с предложением о помощи. Совместные усилия снаружи и внутри города наконец принесли желаемый результат — Худжанд был захвачен.

## Последствия
Избрав в июле 1863 года Султан Сеида ханом в Маргилане (на акте избрания поставили печати всё маргиланское высшее духовенство и Алимкул), Алимкул взял власть целиком в свои руки и стал называться «амирул умаро» (эмир эмиров).

### Книги
- Бейсембиев Т. К. Кокандская историография. Исследование по источниковедению Средней Азии XVIII-XIX веков. — Алматы: TOO «Print-S», 2009. — 1263 с. — ISBN 9965-482-84-5.
- Набиев Р.Н. Из истории Кокандского ханства (феодальное хозяйство Худояр-хана). — Ташкент: Изд-во ФАН Узбекской ССР, 1973. — 387 с.
- Наливкин В. Краткая история Кокандского ханства. — Казань, 1886. — 215 с.
- Б.М. Бабаджанов. Кокандское ханство: власть, политика, религия. — Токио, Ташкент, 2010. — 744 с.